# Phrygionis paradoxata
Phrygionis paradoxata är en fjärilsart som beskrevs av Achille Guenée 1857. Phrygionis paradoxata ingår i släktet Phrygionis och familjen mätare. Inga underarter finns listade i Catalogue of Life.